# Доссенайм-сюр-Зенсель
Доссена́йм-сюр-Зенсе́ль (фр. Dossenheim-sur-Zinsel) — коммуна на северо-востоке Франции в регионе Гранд-Эст (бывший Эльзас — Шампань — Арденны — Лотарингия), департамент Нижний Рейн, округ Саверн, кантон Ингвиллер. До марта 2015 года коммуна административно входила в состав кантона Буксвиллер (округ Саверн).
Площадь коммуны — 17,2 км², население — 1094 человека (2006) с тенденцией к стабилизации: 1102 человека (2013), плотность населения — 64,1 чел/км².

## Население
Население коммуны в 2011 году составляло 1122 человека, в 2012 году — 1112 человек, а в 2013-м — 1102 человека.
| 1962 | 1968 | 1975 | 1982 | 1990 | 1999 | 2006 | 2008 | 2011 | 2012 | 2013 |
| ---- | ---- | ---- | ---- | ---- | ---- | ---- | ---- | ---- | ---- | ---- |
| 951  | 954  | 1057 | 1094 | 1098 | 1069 | 1094 | 1101 | 1122 | 1112 | 1102 |

Динамика населения:

## Экономика
В 2010 году из 718 человек трудоспособного возраста (от 15 до 64 лет) 546 были экономически активными, 172 — неактивными (показатель активности 76,0 %, в 1999 году — 74,7 %). Из 546 активных трудоспособных жителей работали 522 человека (281 мужчина и 241 женщина), 24 числились безработными (10 мужчин и 14 женщин). Среди 172 трудоспособных неактивных граждан 47 были учениками либо студентами, 84 — пенсионерами, а ещё 41 — были неактивны в силу других причин.

## Достопримечательности (фотогалерея)

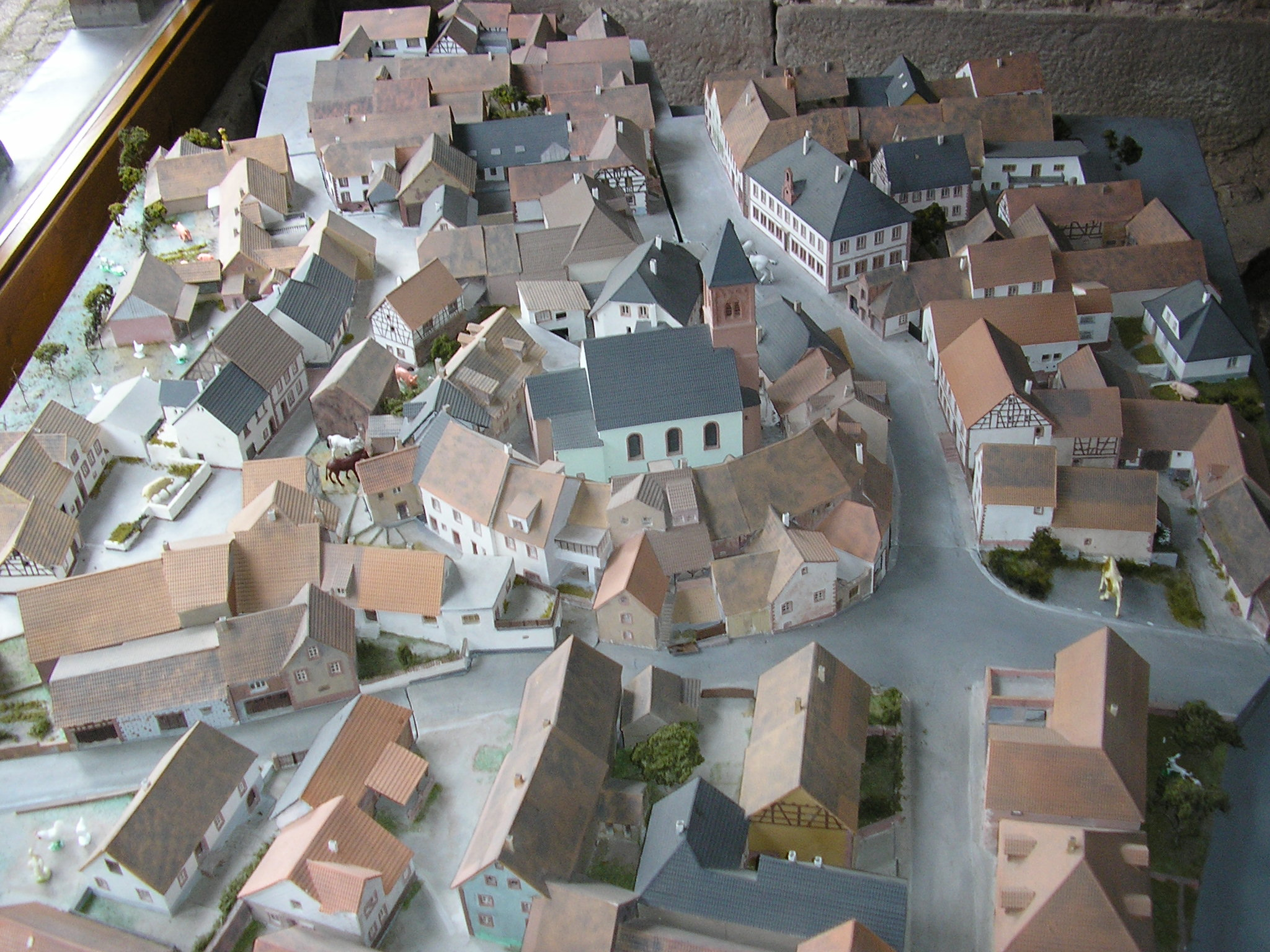
Макет коммуны
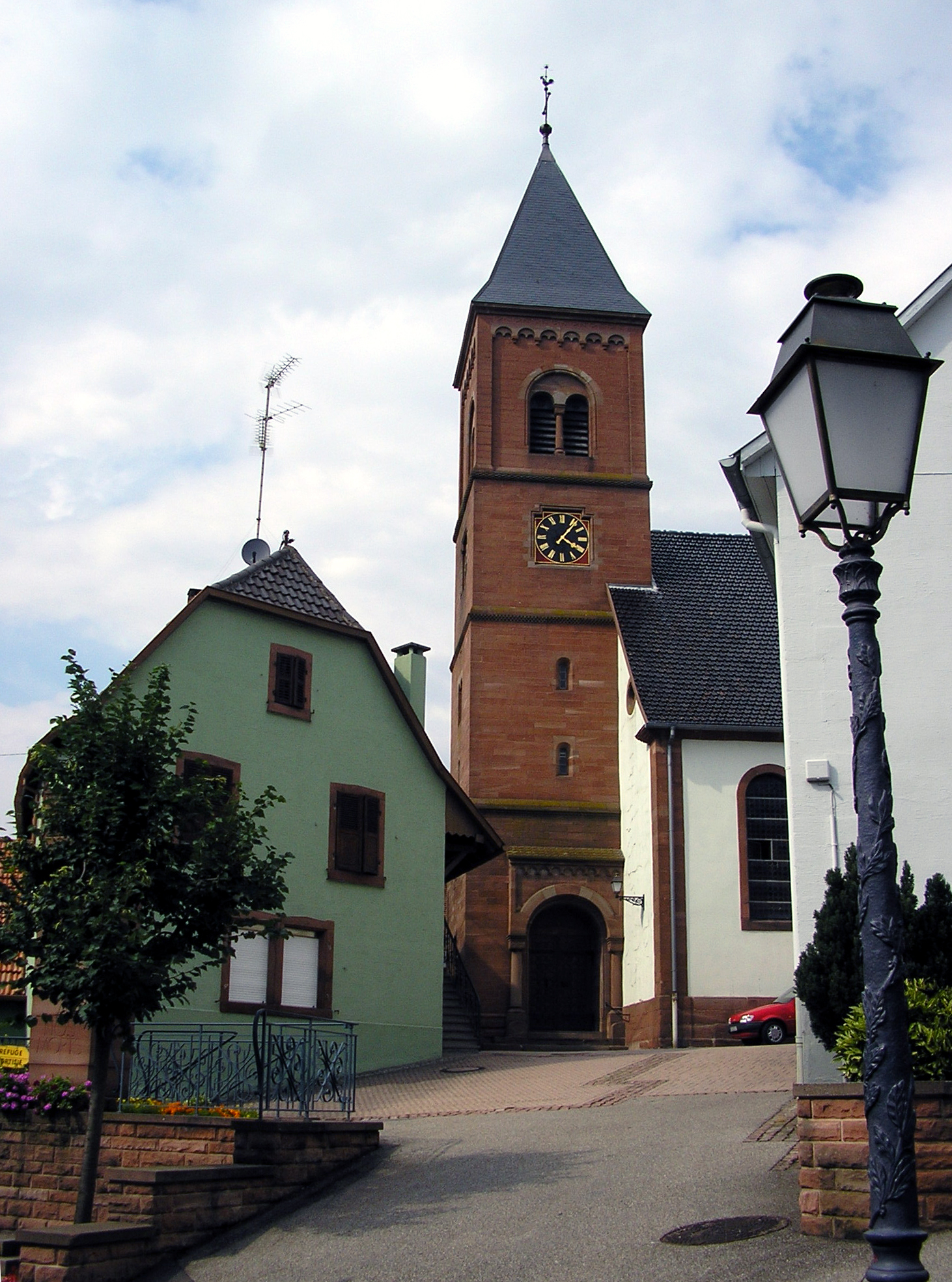
Церковь Сен-Леонард
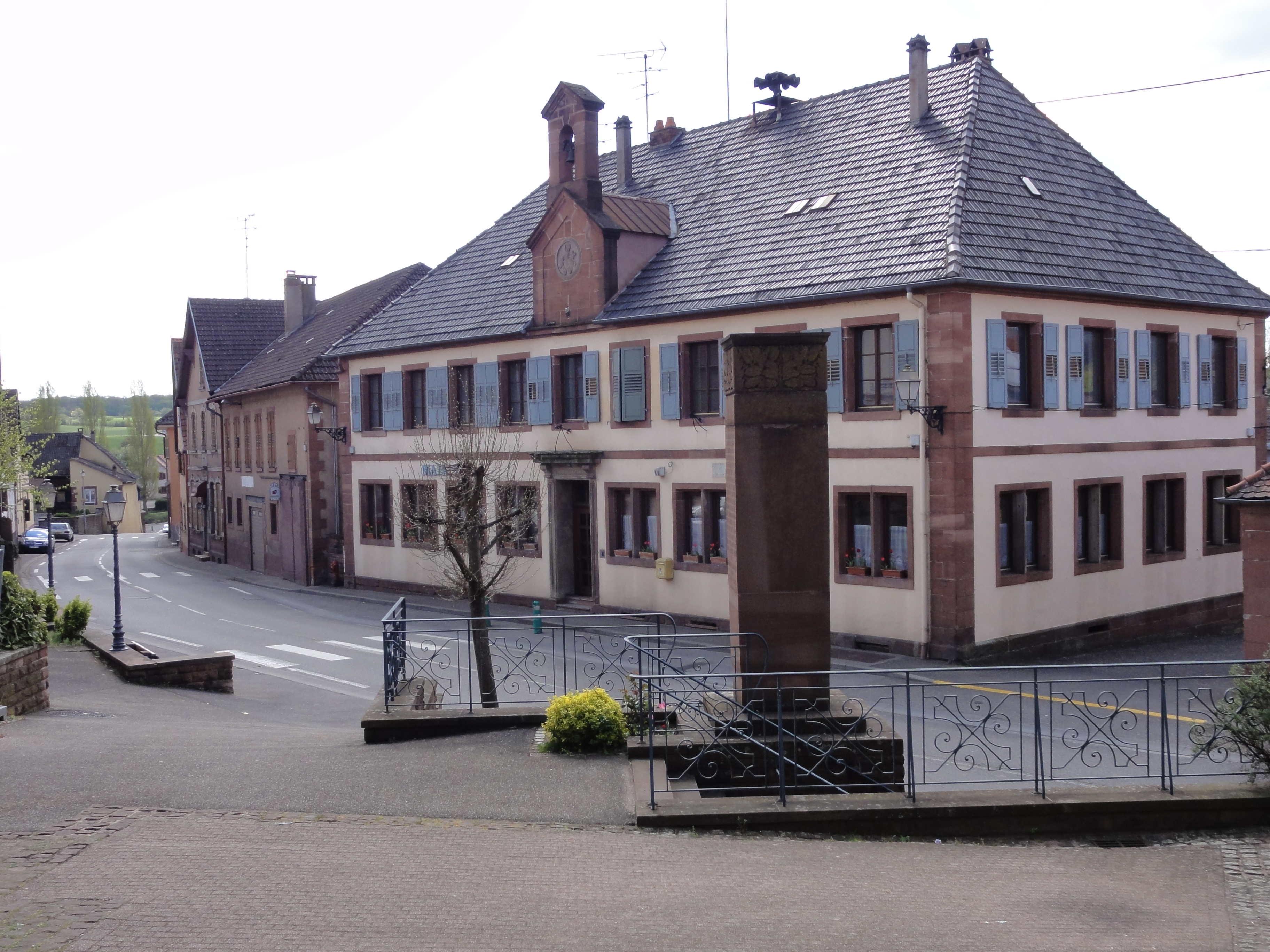
Здание мэрии (1847)